# Un baiser s'il vous plaît
Un baiser s'il vous plaît is een Franse romantische film uit 2007 onder regie van Emmanuel Mouret, die het verhaal zelf schreef. De productie kwam internationaal ook uit als Shall We Kiss? en als A Kiss, Please. De film ging in Nederland in première op het International Film Festival Rotterdam in april 2008.

## Verhaal

### Raamvertelling
Un baiser s'il vous plaît is een raamvertelling waarin Émilie (Julie Gayet) het hoofdverhaal vertelt aan Gabriel (Michaël Cohen). Zij hebben elkaar die dag op straat ontmoet terwijl zij op zoek was naar een taxi. Gabriel besluit haar een lift te geven en omdat de twee het goed met elkaar kunnen vinden, maken ze er samen een gezellige dag van. Bij het afscheid wil hij haar een kus geven, ondanks dat zowel hij als zij een relatie heeft. Émilie vertelt dat ze dat op zich ook wel wil, maar weet dat ze dit beter niet kan doen vanwege de belevenissen van een vriendin van haar. Omdat Gabriel het verhaal graag wil horen, gaan ze samen in de bar van haar hotel zitten zodat zij het kan vertellen.

### Hoofdverhaal
Het verhaal gaat over Judith (Virginie Ledoyen) en Nicolas (regisseur Mouret zelf), die elkaars beste vrienden zijn. Zij heeft een relatie met Claudio (Stefano Accorsi), maar kan alles met Nicolas delen. Op een dag komt hij bij Judith met een probleem waar hij mee kampt. Hij heeft op dat moment geen relatie, maar wel een grote behoefte aan lichamelijke liefde. Hij heeft dit proberen op te lossen door een prostituee te bezoeken, maar is hier onverrichter zake weer weggegaan omdat zij niet wilde kussen. Zonder die intimiteit, kan Nicolas niet in zijn behoefte voorzien en heeft al het andere geen zin.

Omdat hij met niets anders meer bezig is en daarvan last heeft bij zijn andere activiteiten, hoopt hij dat Judith hem wil helpen. Hoewel ze aarzelt, wil ze dit voor één keer doen vanwege hun innige vriendschap. Het ontaardt in een vrijpartij die niet bij één keer blijft. Hoewel Judith eigenlijk nog steeds met Claudio is en Nicolas een relatie krijgt met Caline (Frédérique Bel), zijn ze in hun hoofd vooral met elkaar bezig.

Wanneer Nicolas besluit dat dit niet eerlijk is tegenover Caline, beëindigt hij de relatie met haar en vertelt haar eerlijk wat er speelt. Omdat Judith wel bij Nicolas wil zijn, maar Claudio geen pijn wil doen, komt Nicolas met een plan op de proppen. Hij vraagt Caline om te proberen Claudio te verleiden, zodat deze Judith op eigen initiatief zal verlaten en daardoor niet gekwetst wordt door het verbreken van de relatie.

### Epiloog
Wanneer het verhaal uit is, willen Émilie en Gabriel nog steeds heel graag afscheid nemen met een zoen, maar voelen ze zich gewaarschuwd voor de risico's. Ze besluiten dat ze elkaar zullen kussen, waarna Gabriel onmiddellijk zal vertrekken zonder dat ze nog een blik of woord zullen wisselen. Omdat ze verder niets van elkaar weten, kunnen ze elkaar daarna ook niet meer opzoeken. Zo geschiedde.

## Rolverdeling
- Mélanie Maudran - Pénélope
- Marie Madinier - Églantine
- Lucciana de Vogüe - Louise